# Кондрашов Андрій Олегович
Андрій Олегович Кондрашов (нар.. 30 червня 1973, Алма-Ата, Казахська РСР, СРСР) — російський пропагандист, шовініст, журналіст і телеведучий, сценарист, політичний оглядач ВДТРК (Росія). Генеральний директор ТАРС (з 5 липня 2023 року), перший заступник генерального директора ВДТРК (з 2018 року).
З 2023 року перебуває під санкціями всіх країн Євросоюзу та Канади за підтримку російського вторгнення в Україну та «поширення російської дезінформації та пропаганди».

## Життєпис
Народився 30 червня 1973 року в столиці Казахської РСР — Алма-Аті. Закінчив факультет журналістики Міжнародного незалежного еколого-політологічного університету (МНЕПУ) в Москві.
З 19 серпня 1991 року працює в програмі «Вісті». З листопада 1992 року перебуває у штаті ВГТРК, власний кореспондент у Центральній Азії. З 1999 року — в московській редакції «Вістей»: спеціальний кореспондент. Акредитований при Державній думі РФ. У свій час працював у кремлівському пулі.
Висвітлював події в «гарячих точках» — Інгушетії, Північній Осетії, Таджикистані, Чечні, на Балканах, в Афганістані, а також погроми на Манежній площі в червні 2002 року.
З 2003 року — політичний оглядач «Вістей». З 2005 року — ведучий програми «Вісті». Також вів програму «Вісті+». З лютого 2007 по липень 2008 року вів телепрограму «Вісті тижня».
Найскладнішим інтерв'ю, за його власним зізнанням, була розмова з Олександром Солженіциним, яка виявилася останнім спілкуванням зі ЗМІ для письменника.
З вересня 2008 року — ведучий програми «Вісті» о 20:00 у парі з Марією Сіттель, Мариною Кім, Салімою Заріф, Тетяною Ремезовою та Фаридою Курбангалеєвою. З червня 2016 по жовтень 2017 року був одноосібним ведучим програми, щотижня чергуючись з Ернестом Мацкявічюсом. З березня 2014 року також ведучий розширених випусків «Вістей о 20:00» у неділю (виходять замість програми «Вісті тижня», в період відсутності Дмитра Кисельова). Влітку в 2014—2017 роках він чергувався з Євгеном Поповим, у 2017—2018 роках — з Ігорем Кожевіним.
28 серпня 2014 року стало відомо, що включений владою України до списку санкцій «нев'їзних» на територію країни російських журналістів, що складається з сорока дев'яти осіб. У березні 2015 року оголошено персоною нон грата в Молдавії, йому було заборонено в'їзд до країни на п'ять років.
У липні 2016 року був призначений директором дирекції програми «Вісті».
З січня по березень 2018 року працював прес-секретарем виборчого штабу кандидата в Президенти Росії Володимира Путіна.
2 квітня 2018 року стало відомо про призначення першим заступником генерального директора ВДТРК. На цій посаді займається інформаційним напрямом холдингу.
У червні 2018 року — ведучий телевізійної програми «Пряма лінія з Володимиром Путіним» у парі з Кирилом Клейменовим.
5 липня 2023 року призначений генеральним директором російської державної пропагандистської агенції — ТАРС, замість Сергія Михайлова, який звільнився «за власним бажанням» (обіймав цю посаду з 2012 року).

### Особисте життя
Одружений. Є донька Ганна (нар. 2002), займалася музикою, готувалася виступати за Москву на всеросійському конкурсі гри на фортепіано.
Хобі: політична література, фотографія, авіація.

### Фільмографія
Андрій Кондрашов є автором і ведучим наступних телевізійних документальних фільмів :
- 2011 — «„Вісті“. Перші двадцять років» (приурочений до 20-річчя першого виходу в ефір інформаційної телевізійної програми «Вісті (телепрограма)|Вісті]]»)[22]
- 2012 — «Березовський» (фільм-розслідування окремих моментів біографії російського олігарха Бориса Березовського)[23]
- 2014 — «Афган» (присвячений до 25-річчя виведення радянських військ з Афганістану 15 лютого 1989 року)[24]
- 2015 — «Крим. Шлях на Батьківщину» (про події весни 2014 року в Криму, які згодом призвели до його анексії Росією)[25]
- 2016 — «Війна за воду» у рамках документального циклу телепередач «Спеціальний кореспондент» (фільм-попередження про проблеми дефіциту прісної води на Землі)[26]
- 2017 — «Час Росії» (присвячений до Дню Росії — 12 червня)[27][28].
- 2018 — «Валаам» (у фильмі — два інтерв'ю В. В. Путіна, чотири сезони зйомок на Валаамському архіпелазі, артефакти Валаамського монастырю, вперше зняті у Фінляндії, та кадри унікальної кінохроніки)[29][30][31].
- 2018 — «Путін» (про президента Російської Федерації Володимира Путіна, про життя глави держави — з перших вуст)[32].
- 2019 — «Червоні вітрила» (про зародження та традиції щорічного свята випускників шкіл «Червоні вітрила» в Санкт-Петербурзі)[33].
- 2020 — «Війна за пам'ять» (про Подвиг народу радянського народу у боротьбі з німецько-фашистськими загарбниками в роки німецько-радянської війни у спогадах ветеранів з Росії, України, Німеччини, Італії та Британії, а також у листах, що ніколи не публікувалися раніше німецьких солдат з фронту)[34][35].
- 2020 — «Стіна» (присвячений 30-річчю возз'єднання Німеччинии; розповідає про історію створення та падіння Берлінського муру, про дії керівництва, що суперечать національним інтересам Радянського Союзу, на чолі з президентом СРСР Михаилом Горбачовим)[36].
- 2022 — «Зерно».

## Санкції
14 жовтня 2022 року був внесений до списку санкцій Канади «російських агентів дезінформації» за «створення умов і підтримку невиправданого вторгнення Росії в Україну та спроби анексії української території».
9 травня 2023 року Кондрашов був внесений Фондом боротьби з корупцією (ФБК) до списку корупціонерів і розпалювачів війни з пропозицією введення проти нього міжнародних санкцій, оскільки «Кондрашов продавав сюжети в програмах Симоньян — Кеосаяна, які курував особисто. При цьому, гроші йшли не до державного каналу, а в його особисту фірму». 23 червня 2023 року Євросоюз включив Андрія Кондрашова разом з кількома іншими пропагандистами та «воєнкорами» до 11-го пакету санкцій у відповідь на агресію Росії проти України:
Під час агресивної війни проти України телевізійні канали та інші структури ВДТРК були одними з найактивніших і найзначніших інструментів поширення кремлівського наративу на підтримку війни своїми агресивними висловлюваннями, підриваючи українську територіальну цілісність та підтримуючи незаконну анексію Криму. Як один з її ключових керівників, Андрій Кондрашов несе пряму відповідальність за дії цієї медіакорпорації. Як перший заступник генерального директора, який відповідає за інформаційно-політичне мовлення, він безпосередньо впливає на те, як ВДТРК інформує людей про агресивну війну Росії проти України.
— «Офіційний вісник Європейського Союзу», Брюссель, 23 червня 2023 року

## Нагороди та визнання

### Державні нагороди Росії
- 2000 — Медаль ордена «За заслуги перед Батьківщиною» II ступеня — за мужність, відвагу та самовідданість, виявлені при виконанні професійного обов'язку, та об'єктивне висвітлення подій у Північно-Кавказькому регіоні[43];
- 2006 — Медаль ордена «За заслуги перед Вітчизною» І ступеня — за заслуги в галузі культури, друку, телерадіомовлення та багаторічну плідну роботу[44];
- 2008 — Подяка Президента Російської Федерації — за інформаційне забезпечення та активну громадську діяльність з розвитку громадянського суспільства в Російській Федерації[45];
- 2014 — Орден Дружби — за високий професіоналізм та об'єктивність у висвітленні подій у Республіці Крим[46];
- 2023 — Орден «За заслуги перед Вітчизною» IV ступеня — за визначні заслуги у розвитку телебачення та радіомовлення, багаторічну плідну діяльність[47].

### Громадські нагороди
- 2015 — Почесна грамота Ради МПА СНД (26 листопада 2015 року, Міжпарламентська асамблея СНД) — за активну участь у проведенні міжнародного телекінофоруму «Разом», внесок у зміцнення дружби між народами держав — учасниць Співдружності Незалежних Держав [1[48]